# Кременчуцький колісний завод
Кременчуцький колісний завод (КрКЗ) — спеціалізоване підприємство в сфері виробництва сталевих холодноштампованих коліс до автомобілів і сільськогосподарської техніки.

## Історія
Підприємство було засноване у 1961 році на базі цеху Кременчуцького автомобільного заводу. Підприємство почало спеціалізуватися на виробництві коліс для автомобілів, тракторів, комбайнів та інших сільськогосподарських машин.
У 1994 році Кременчуцький колісний завод перетворений у відкрите акціонерне товариство. З лютого 2002 року підприємство є повноправним членом Європейської технічної організації з шин та ободів (ETRTO) і увійшло у склад Європейської асоціації виробників коліс (EUWA).

## Продукція
Підприємство виробляє колеса до легкових та вантажних автомобілів, мікроавтобусів, причепів та напівпричепів, тракторів, комбайнів та іншої сільськогосподарської техніки. Виготовляються також ободи та інші деталі коліс. Підприємством також виготовляються вантажні причепи для легкових автомобілів.